# Poble mercat
Market town o market right (literalment: ciutat de mercat o, amb dret de mercat ≈ vila) és un terme legal utilitzat durant el període medieval a Anglaterra per a designar un assentament amb dret a hostatjar un mercat, diferenciant-lo d'un poble (village) o una ciutat (city). És similar al terme vila en català. Un town es pot descriure correctament com un "market town" o que disposa de "market rights", fins i tot si ja no manté un mercat (market).

## Anglaterra i Gal·les
Abans del segle xix a England and Wales la majoria de la seva població vivien de l'agricultura i la ramaderia i relativament pocs vivien en viles (towns). Per tant, els agricultors i les seves esposes portaven els seus productes a mercats informals situats davant els temples després d'assistir als oficis religiosos. Els Market towns creixien en els centres d'activitat local i eren importants per a la vida rural, com ens recorden alguns topònims: Market Drayton, Market Harborough, Market Deeping, Market Weighton, Chipping Norton, Chipping Ongar i Chipping Sodbury chipping deriva d'un verb de l'idioma anglo saxó que significa "comprar" ("to buy").
Els Market towns sovint estaven situats a llocs fortificats com castells que els protegien Framlingham a Suffolk és un exemple notable. Els mercats se situaven allà on el transport era més fàcil.
La monarquia anglesa va crear un sistema pel qual un nou mercat havia d'estar situat a una certa distància d'un de preexistent. El límit era generalment el d'un dia de viatge.

## Altres parts d'Europa
A altres parts d'Europa, hi ha termes equivalents o similars en altres idiomes a part de l'anglès, com ara:
- alemany Marktgemeinde o Minderstadt

- aragonès, asturià i castellà: villa
- català: vila
- danès købstad
- francès: bourg
- hongarès: mezőváros
- noruec: kjøpstad o kaupstad
- serbocroat: trgovište
- suec: köpstad
- txec: městys o městečko
- etc., etc.